# ميكسوفاجا
تحت رتبة ميكسوفاجا (الاسم العلمي: myxophaga)، هي ثاني أصغر رتبة من غمديات الأجنحة بعد أركوستيماتا، تتألف من 65 نوعًا تقريبًا من الخنافس الصغيرة إلى الدقيقة في أربع عائلات. أعضاء هذا النظام الفرعي هم من الأحياء المائية وشبه المائية، ويتغذون على الطحالب.